# هاغنية
هاغنية (الاسم العلمي: Hagenia abyssinica)، هو جنس أحادي الطراز من النباتات المُزهرة مع نوعه الوحيد هاغنية حبشية أو الشربة الحبشية (Hagenia abyssinica)، موطنها الأصلي مناطق جبال إفريقيا المرتفعة في وسط وشرق أفريقيا. كما أن لها توزيعًا منفصلاً في الجبال العالية في شرق إفريقيا من السودان وإثيوبيا في الشمال، عبر كينيا وأوغندا ورواندا وبوروندي وجمهورية الكونغو الديمقراطية وتنزانيا، إلى ملاوي وزامبيا في الجنوب. وتنتمي إلى فصيلة الوردية، وأقرب أقربائه هي جنس ثُلاجِيّة Leucosidea في جبال إفريقيا. الاسم مُهدى لعالم النبات الألماني لكارل جوتفريد هاغن †1829.